# Lincoln County, West Virginia
Lincoln County är ett county i sydvästra delen av delstaten West Virginia i USA. Den administrativa huvudorten (county seat) är Hamlin. Countyt har fått sitt namn efter Abraham Lincoln.

## Geografi
Enligt United States Census Bureau så har countyt en total area på 1 136 km². 1 133 km² av den arean är land och 3 km² är vatten. 

### Angränsande countyn
- Putnam County - nord
- Kanawha County - nordöst
- Boone County - i sydöst
- Logan County - syd
- Mingo County - sydväst
- Wayne County - väst
- Cabell County - nordväst

### Städer och samhällen
- Alum Creek
- Big Ugly
- Hamlin
- Harts
- West Hamlin